# Strapatsada

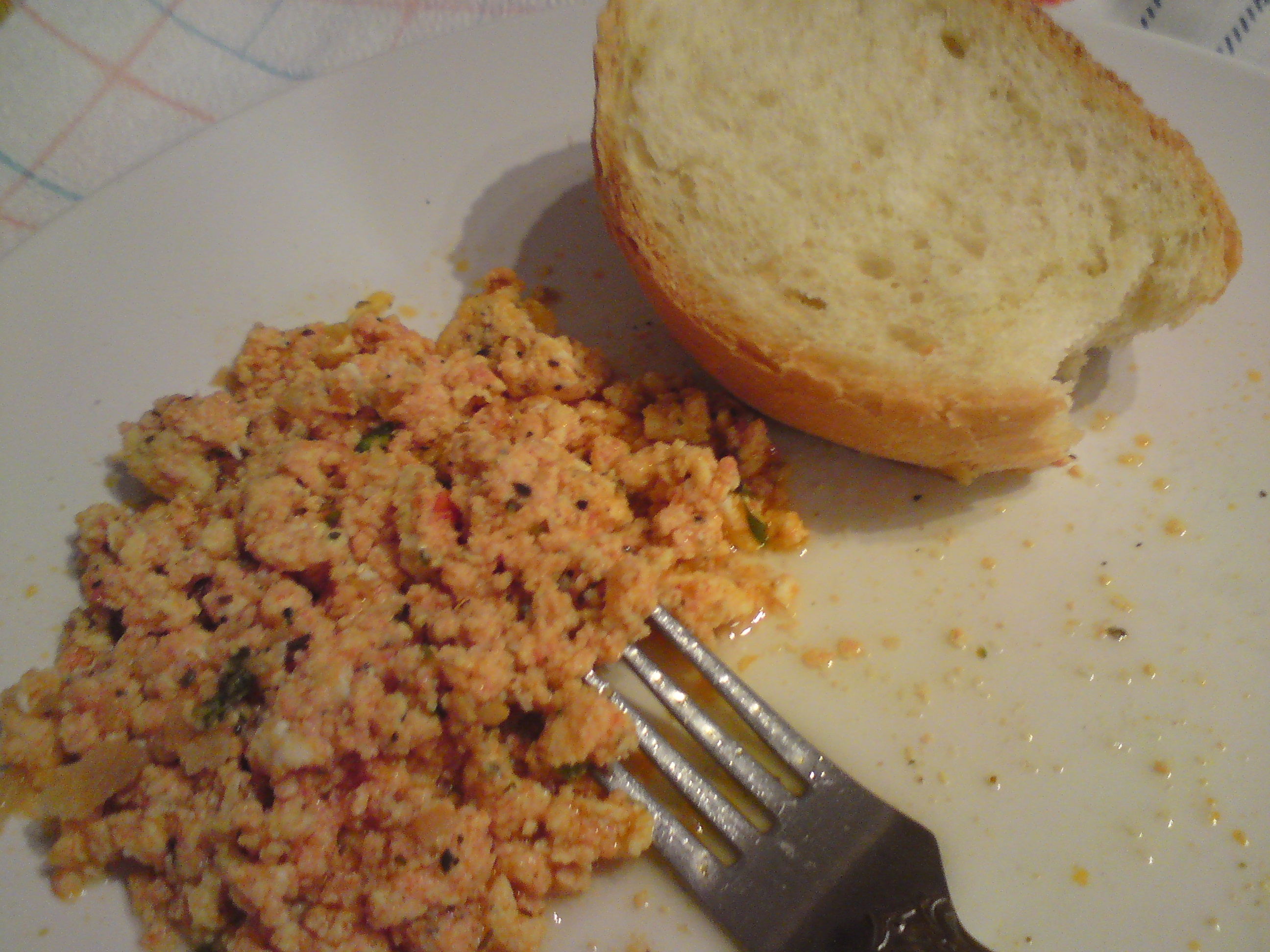
Strapatsada mit Brot

Strapatsada (griechisch στραπατσάδα) ist ein Gericht aus Tomaten und Eiern der griechischen Küche. Diese Komponenten werden mit Olivenöl, diversen Gewürzen wie Oregano und mit Feta oder Kefalotyri vermengt. Aufgrund der Einfachheit in der Zubereitung, erfreut sich die Speise großer Beliebtheit. Als Ursprungsregion gelten die Regionen Arkadien und Peloponnes.
Alternativ wird das Gericht auch Kagianas genannt.